# Erzeparchie Ternopil-Sboriw
Die Erzeparchie Ternopil-Sboriw (lat.: Archieparchia Ternopoliensis-Zborovensis) ist eine in der Ukraine gelegene Erzeparchie der ukrainischen griechisch-katholischen Kirche mit Sitz in Ternopil.

## Geschichte

Wappen

Die Erzeparchie Ternopil-Sboriw wurde am 20. April 1993 durch Papst Johannes Paul II. aus Gebietsabtretungen der Erzeparchie Lemberg als Eparchie Ternopil errichtet. Am 21. Juli 2000 gab die Eparchie Ternopil Teile ihres Territoriums zur Gründung der Eparchien Butschatsch und Sokal ab. Die Eparchie Ternopil wurde am 21. Juli 2000 in Eparchie Ternopil-Sboriw umbenannt und 2011 zur Erzeparchie erhoben.
Sie war bis 2011 der Erzeparchie Kiew als Suffragandiözese unterstellt.
Die Erzeparchie Ternopil-Sboriw umfasst die Oblast Chmelnyzkyj und den nördlichen Teil der Oblast Ternopil. Das Gebiet ist im mittleren Teil der Karte hellblau dargestellt.
Papst Franziskus stimmte am 11. Dezember 2015 der Ausgliederung von Gebietsanteilen zur Errichtung der Eparchie Kamjanez-Podilskyj durch Beschluss der Synode der Ukrainischen Griechisch-Katholischen Kirche zu.

## Einzelnachweise

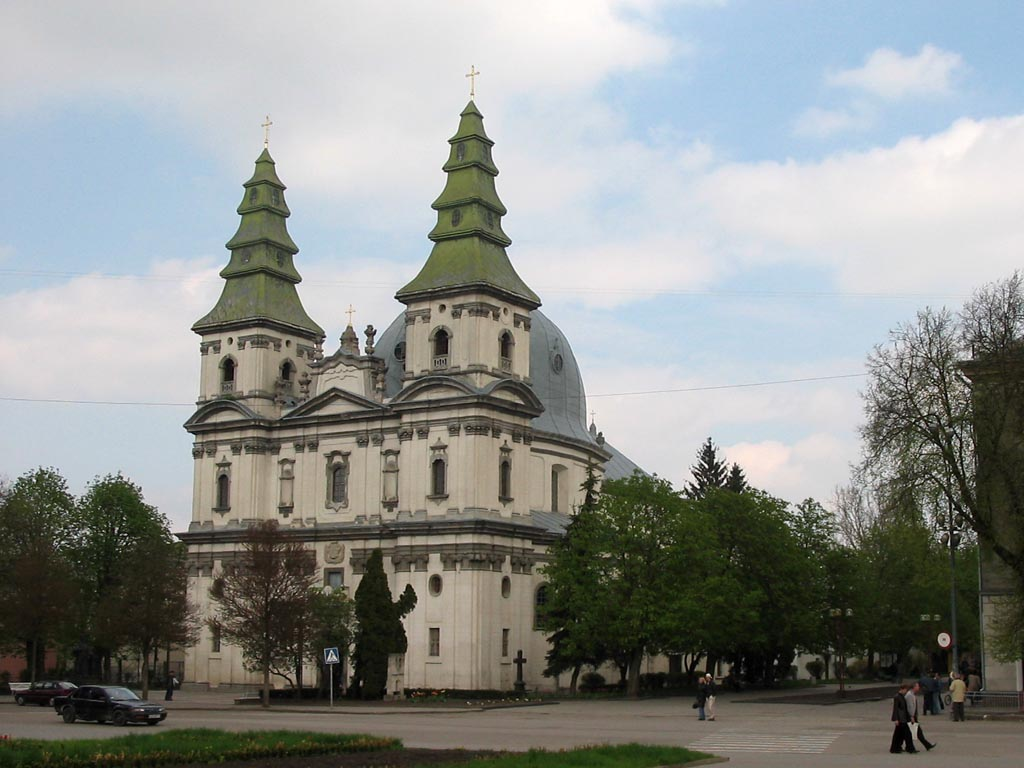
Kathedrale Unbefleckte Empfängnis der Heiligen Mutter Gottes in Ternopil

## Ordinarien

### Bischöfe von Ternopil
- Mychajlo Sabryha CSsR, 1993–2000

### Bischöfe von Ternopil-Sboriw
- Mychajlo Sabryha CSsR, 2000–2006
- Wassyl Semenjuk, 2006–2011

### Erzbischöfe von Ternopil-Sboriw
- Wassyl Semenjuk, 2011–2024
- Teodor Martynjuk MSU, seit 2024